# Kariba (Distrikt)
Der Kariba (Rural) Distrikt (oft auch Nyaminyami Distrikt, nach der Flussgottheit der Tonga) ist einer von 13 Distrikten in der Provinz Mashonaland West in Simbabwe. Er hat 45.774 Einwohner (2022). Er ist nicht zu verwechseln mit dem Kariba Urban Distrikt. Der Ort Siakobvu bildet das Verwaltungszentrum.

## Geografie
Der Distrikt liegt im Nordwesten von Mashonaland West und hat eine Fläche von 8191 km². Er erhebt sich im Osten, am Sambesi-Steilhang der den Distrikt von Ost nach West durchzieht bis auf 1000 Meter, und im Westen in den Matusviadonha-Hügeln bis zu 1200 Meter über dem Meeresspiegel an. Nördlich davon, zum Kariba-Stausee fällt auf etwa 500 Meter und zum Sambesi unterhalb des Sees, bis auf etwa 380 Meter ab. Südlich fällt es in eine leichte Senke von 500 Meter im westlichen Teil und etwa 900 Meter im östlichen.
Er grenzt im Osten an den Distrikt Urungwe, im Süden an Gokwe North in der Provinz Midlands und im Westen an Binga in der Provinz Matabeleland North. Im Norden, jenseits des Sees grenzt er an die Distrikte Gwembe, Siavonga und Chirundu in der Südprovinz Sambias.
Dabei bildet der Fluss Sengwa die Westgrenze, der Fluss Sanyati einen kleinen Teil der östlichen Grenze und der Kariba-Stausee so wie der Sambesi die Nordgrenze.
Der Distrikt ist in 12 Wards aufgeteilt.

## Infrastruktur
Kariba gilt als der am wenigsten entwickelte Distrikt in Simbabwe. Er ist nur dünn besiedelt. Es gibt keine geteerten Straßen. Durch die geringen Niederschläge ist der Distrikt nur begrenzt für die Landwirtschaft geeignet. Auch gibt es immer wieder Ernteausfälle durch Wildtiere. Der Fischfang im See ist ein wichtiger Wirtschaftszweig. Eine Untersuchung von Save the Children im 2002 ergab, dass 5,8 % der Kinder unter akuter Unterernährung leiden. Bei 34,1 % wurde eine chronische Unterernährung und Wachstumsstörungen beobachtet.

## Ökologie
In dem Distrikt befinden sich der Matusadona-Nationalpark und das Charara Safari Area. Auch der Kariba-Stausee spielt als permanente Wasserquelle eine wichtige Rolle für die lokale Tierwelt.